# Giuseppe Maria Secondo
Giuseppe Maria Secondo (Lucera, 18 ottobre 1715 – Napoli, febbraio 1798) è stato uno storico e letterato italiano.
Noto per aver composto la Ciclopedia ovvero Dizionario Universale delle Arti e delle Scienze.

## Biografia
Giuseppe Maria Secondo, nel 1744 effettuò la traduzione della Storia della vita di Marco Tullio Cicerone scritta da Conyers Middleton.
Venne nominato governatore dell'isola di Capri e successivamente fu consigliere della Corte suprema di giustizia di Napoli.

## Opere
- Relazione storica dell'antichità, rovine, e residui di Capri di Giuseppe Maria Secondo governatore dell'isola di Capri nell'anno 1750
- Storia della vita di Caio Giulio Cesare, tratta dagli autori originali, 1776